# الموسيقى الكلاسيكية في كندا

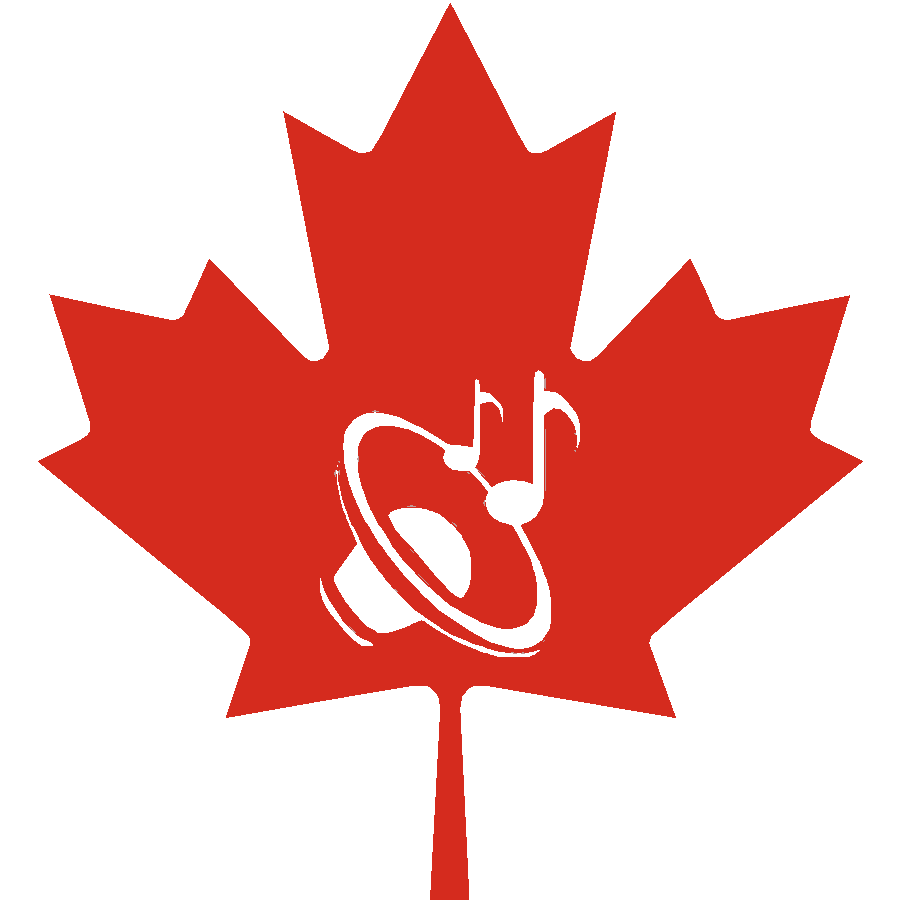

في كندا، تشمل الموسيقى الكلاسيكية مجموعة من الأساليب الموسيقية المتجذرة في تقاليد الموسيقى الكلاسيكية الغربية أو الأوروبية التي جلبها المستوطنون الأوروبيون إلى البلاد منذ القرن السابع عشر. بالإضافة إلى ذلك، فهي تشمل الأساليب الموسيقية التي جلبتها المجتمعات العرقية الأخرى منذ القرن التاسع عشر، مثل الموسيقى الكلاسيكية الهندية (موسيقى هندوستانية وموسيقى كارناتيكية) والموسيقى الكلاسيكية الصينية. منذ ظهور كندا كدولة في عام 1867، أنتجت مؤلفين وموسيقيين وفرق موسيقية خاصة بها. بالإضافة إلى ذلك، فقد طورت بنية تحتية موسيقية تشمل مؤسسات التدريب والمعاهد الموسيقية وقاعات العروض الموسيقية وإذاعة عامة، سي بي سي، التي تبث كمية معتدلة من الموسيقى الكلاسيكية. هناك مستوً عالٍ من الاهتمام بالموسيقى الكلاسيكية وتعليمها في كندا.
أنتجت كندا عددًا من الفرق الموسيقية البارزة، بما في ذلك أوركسترا مونتريال السيمفونية وأوركسترا تورنتو السيمفونية، بالإضافة إلى مجموعة مشهورة من فرق الأوركسترا الباروكية وفرق موسيقى الحجرة، مثل أوركسترا آي ميوزيكي دي مونتريال لموسيقى الحجرة وكورال وأوركسترا تافلموسيك الباروكية. قامت شركات الأوبرا الكندية الكبرى مثل شركة الأوبرا الكندية برعاية مواهب مغنيي الأوبرا الكنديين مثل مورين فورستر وبن هيبنر وجون فيكرز. يشمل الموسيقيون الكنديون المشهورون عازف البيانو جلين جولد وعازف الكمان جيمس إينيس وعازف البيانو جان ليسيكي وقائد الأوركسترا يانيك نزيت سيغان وعازف الفلوت تيموثي هتشينز والمؤلفون كلود فيفييه وآر. موراي شيفر وهاري سومرز. تشمل مدارس الموسيقى المعروفة المعهد الملكي للموسيقى في تورنتو ومدرسة شوليتش للموسيقى في جامعة ماكجيل في مونتريال.

## الأوبرا والموسيقى الصوتية

### مغنيي الأوبرا
انتقل عدد من المغنيين الكنديين الذين تعلموا مهنتهم في شركات الأوبرا الكندية إلى الغناء في دور الأوبرا الدولية الكبرى.
في فترات منفصلة، كانت فرقة أوبرا هولمان، التي جالت جميع أنحاء كندا في ستينات وثمانينيات القرن التاسع عشر، مُستأجرين من دار أوبرا لندن وليسيوم رويال، في تورنتو، ودار الأوبرا الكبرى، في أوتاوا، والمسرح الملكي، في مونتريال. تألفت الفرقة من السيد جورج هولمان وزوجته وابنته سالي هولمان (سوبرانو/ مغنية رئيسية) وابنته الأخرى وابنين، بالإضافة إلى أشخاص آخرين، بما في ذلك وليام إتش. كرين وزوج سالي السيد جاي. تي. دالتون. على الأرجح، كانت بيرثا ماي كروفورد (1886-1934)، مغنية سوبرانو كولوراتورا من تورنتو، المغنية الكندية الوحيدة في عصرها التي حققت نجاحًا كبيرًا في دور الأوبرا الرئيسية في روسيا وبولندا خلال الحرب العالمية الأولى وخلال عشرينات القرن العشرين.
في أوائل القرن العشرين، حققت مغنية الكولوراتورا بورتيا وايت (1911-1968) شهرة عالمية بسبب صوتها وحضورها المسرحي. كونها كندية من أصل أفريقي، ساعدت شعبيتها على فتح الأبواب المغلقة سابقًا أمام السود الموهوبين الذين تبعوها. تُعتبر شخصية ذات أهمية وطنية تاريخية من قبل حكومة كندا. كان جورج لندن (1920-1985) مغني باس باريتون في الحفلات الموسيقية وعروض الأوبرا من مواليد مونتريال. بين عامي 1975 و1980، كان المدير العام لأوبرا واشنطن. كانت بيريت ألاري (1921-2011) مغنية سوبرانو كولوراتورا فرنسية كندية. كانت لويس مارشال (1924-1997) مغنية سوبرانو كندية حصلت على وسام كندا للرفقاء عام 1967. كانت مغنية في الحفلات الموسيقية ومغنية سردية، كسوبرانو في البداية وميزو سوبرانو لاحقًا.

## الفرق والمؤدون الموسيقيون

### الأوركسترا والفرق الموسيقية
الأوركسترا السيمفونية
- أوركسترا فيكتوريا السيمفوني
- أوركسترا فانكوفر السيمفونية
- أوركسترا كالجاري
- أوركسترا أدمونتون السيمفونية
- سمفونية ساسكاتون
- أوركسترا ريجينا السيمفونية
- أوركسترا وينيبيغ السيمفونية
- أوركسترا ثاندر باي السيمفونية
- سيمفونية كيتشنر واترلو
- أوركسترا هاميلتون الفيلهارمونية
- أوركسترا تورنتو السيمفونية
- أوركسترا مركز الفنون الوطني
- أوركسترا مونتريال متروبوليتان الكبرى
- أوركسترا مونتريال السيمفونية
- أوركسترا كيبيك السيمفونية
- سيمفونية نيو برونزويك
- سيمفونية نوفا سكوتيا

فرق الأوركسترا المجتمعية
- أوركسترا برامبتون السيمفونية وأوركسترا برامبتون للشباب
- أوركسترا أوتاوا السيمفونية
- أوركسترا جزيرة الأمير إدوارد السيمفونية

فرق الأوركسترا وموسيقى الحجرة الباروكية
- رباعية اماتي
- براس الكندية
- فرقة موسيقى الحجرة الكندية
- آي ميوزيكي دي مونتريال لموسيقى الحجرة
- ليه فيولونز دو روي
- كورال وأوركسترا تافلموسيك الباروكية
- كوارتيتو جيلاتو
- أوركسترا مانيتوبا لموسيقى الحجرة